# Marino Polini
Marino Polini, né le 9 mars 1959 à Dalmine (Lombardie), est un coureur cycliste italien, professionnel de 1982 à 1986. Son frère Walter Polini (1955-2002) a également été coureur cycliste professionnel.

## Palmarès

### Palmarès amateur
- 1979
  - 3e de Rho-Macugnaga
- 1980
  - Gran Premio Grosio
  - Classement général du Grand Prix Guillaume Tell
  - Circuito Isolano
  - 2e de la Coppa Negrini
- 1981
  - 2e et 10e étapes du Baby Giro

### Palmarès professionnel
- 1984
  - 6e étape du Tour de Suède
- 1985
  - 5ea étape du Tour de Norvège

## Résultats sur les grands tours

### Tour de France
1 participation
- 1986 : abandon (17e étape)

### Tour d'Italie
5 participations
- 1982 : abandon (13e étape)
- 1983 : 64e
- 1984 : 82e
- 1985 : abandon (11e étape)
- 1986 : 86e